# Пециво
Пециво је врста хране која обухвата различите производе на бази теста. Справља се од разних врста брашна, воде, зачина и других додатака. Може да буде слатко и слано, празно или у комбинацији са различитим додацима (нпр. сиром, џемом, маком). Примери пецива су кифла, ђеврек, кроасан и др. Понекад се служи у комбинацији са кафом, јогуртом или неким другим напитком.
Француска реч pâtisserie се такође користи у енглеском (са или без акцента) за исту храну. Првобитно, француска реч pastisserie се односила на било шта, као што је пита од меса, направљена од теста (paste, каснија паштета), а не на типично луксузни или слатки производ. Ово значење се и даље задржало у деветнаестом веку, иако се до тада тај израз чешће односио на слатке и често китњасте посластице које се данас подразумевају.
Пециво се може односити и на тесто за пециво, од којег се праве таква пецива. Тесто за пециво се танко разваља и користи као подлога за печене производе.
Финије пециво — кифле, земичке — прави се у Београду од времена кнеза Михаила, када су браћа Грубер постали дворски пекари.

## Типови
Прхко тестоПрхко тесто је најједноставније и најчешће пециво. Прави се од брашна, масти, путера, соли и воде за везивање теста. pâte brisée је француска верзија класичне пите или тарт прхког теста. Процес прављења пецива укључује мешање масти и брашна, додавање воде, хлађење и развлачење теста. Хлађење пре ваљања је неопходно јер омогућава да се маст (лој, путер итд) поново стврдне и на тај начин се стварају љускави слојеви у тесту. Такође омогућава равномерну хидратацију и инхибира стварање глутена. Ово резултира нежним пецивом. Маст се прво помеша са брашном, углавном трљањем прстима или блендером за пециво, што инхибира стварање глутена облагањем глутенских нити у масноћи и доводи до кратког (као мрвичасто; отуда термин прхка кора), нежно пециво. Сродна врста је заслађено тесто слатке кора, такође познато као pâte sucrée, у које су додати шећер и жуманца (уместо воде) да би се пециво везало.
Лиснато тестоЛиснато тесто има много слојева који доводе до тога да се шири или „надува“ када се пече. Лиснато тесто се прави од ламинираног теста које се састоји од брашна, путера, соли и воде. Пециво се подиже због ширења воде и масти док се загревањем претварају у пару. Лиснато тесто излази из рерне лагано, љускаво и мекано.
Шу пецивоШу пециво је веома лагано пециво које се често пуни кремом. За разлику од других врста пецива, еклер је заправо ближи тесту пре него што се пече, што му даје могућност да се сипа у различите облике као што су еклер и профитерол. Његово име потиче од француског choux, што значи купус, због његовог грубог облика налик купусу након печења.
Шу почиње као мешавина млека или воде и путера који се заједно загревају док се путер не истопи, у који се додаје брашно да се добије тесто. Јаја се затим улупају у тесто како би се додатно обогатило. Овај висок проценат воде узрокује да се пециво прошири у лагано, шупље тесто. У почетку се вода у тесту претвара у пару у рерни и изазива дизање пецива; затим се скроб у брашну желатинизује, чиме се тесто учвршћује. Након што се шу тесто прошири, вади се из рерне; у њему се направи рупа да испушта пара. Пециво се затим враћа у рерну да се осуши и постане хрскаво. Пециво је пуњено разним укусима креме и често је преливено чоколадом. Шу пецива се такође могу пунити састојцима као што су сир, туњевина или пилетина да се користе као предјела.
ФилоФило је тесто за пециво танко као папир које се користи у више слојева. Фило се обично умота око филинга и премаже путером пре печења. Ова пецива су веома деликатно и љускаво.
Пециво са кором од вруће водеПециво са кором од топле воде се користи за слане пите, као што су пите са свињетином, пите од дивљачи и, ређе, пите са шницлом и бубрезима. Кора од вруће воде се традиционално користи за прављење ручно подигнутих пита. Уобичајени састојци су топла вода, маст и брашно. Пециво се прави загревањем воде у коју се затим топи маст, пре него што проври и на крају помеша са брашном. То се може урадити тако што ће се брашно у тигању умутити у смесу или месити на дасци за пециво. У сваком случају, резултат је врућа и прилично лепљива паста која се може користити за ручно подизање: ручно обликовање, понекад користећи посуду или чинију као унутрашњи калуп. Како се кора хлади, њен облик се у великој мери задржава, а пуни се и прекрива кором, спремном за печење. Ручно подигнуто тесто са кором са топлом водом не даје уредан и уједначен финиш, јер ће током печења пуњене пите доћи до опуштања, што је општеприхваћено као обележје ручно прављене пите.

## Хемија
Различите врсте теста за пецива се праве коришћењем природних карактеристика пшеничног брашна и одређених масти. Када се пшенично брашно помеша са водом и умеси у обично тесто, у њему се развијају нити глутена, који хлеб чине чврстим и еластичним. У типичном пециву, међутим, ова жилавост је нежељена, па се додаје маст или уље како би се успорио развој глутена. Може се користити и брашно за пециво, јер обично има нижи ниво протеина од вишенаменског брашна или брашна за хлеб.
Свињска маст или сало добро делују јер имају грубу, кристалну структуру која је веома ефикасна. Употреба непрочишћеног путера не функционише добро због садржаја воде; прочишћени путер, који је практично без воде, је бољи, али прхко тесто које користи само путер може да добије лошију текстуру. Ако се маст топи са врелом водом или ако се користи течно уље, танак уљни слој између зрна представља мању препреку за стварање глутена и добијено пециво је чвршће.

## Историја
Европска традиција прављења пецива често се везује за еру прхког теста које је било у употреби широм Медитерана у античко доба. На древном Медитерану, Римљани, Грци и Феничани су сви имали пецива у фило стилу у својим кулинарским традицијама. У Аристофановим драмама, написаним у 5. веку пре нове ере, помињу се слаткиши, укључујући ситна пецива пуњена воћем. Римска кухиња користила је брашно, уље и воду за прављење пецива које су служило за покривање меса и живине током печења да би се задржали сокови, али пециво није било намењено за јело. Пециво које је требало да се једе било је богатије пециво које се правило у мала пецива која су садржавала јаја или мале птице и која су се често служила на банкетима. Грци и Римљани су имали потешкоћа са прављењем доброг пецива, јер су користили уље у процесу печења, а уље узрокује да пециво изгуби своју крутост..
Тек средином 16. века почели су да се појављују прави рецепти за пецива. Ови рецепти су током времена усвојени и прилагођени у разним европским земљама, што је резултирало безбројним традицијама пецива познатих у региону, од португалског „pastéis de nata“ на западу до руских „пирошки“ на истоку. Употреба чоколаде у прављењу пецива на западу, данас толико уобичајена, појавила се тек након што су шпански и португалски трговци донели чоколаду у Европу из Новог света почев од 16. века. Многи историчари кулинарства сматрају да је француски посластичар Антуан Карем (1784–1833) био први велики мајстор израде колача у модерно доба.

## Посластичари
Посластичари користе комбинацију кулинарских способности и креативности за печење, декорацију и ароматизирање састојака. Многи пекарски производи захтевају много времена и пажње. Презентација је важан аспект припреме пецива и десерта. Посао је често физички захтеван, захтева пажњу на детаље и дуге сате. Посластичари су такође заслужни за креирање нових рецепата које треба ставити на јеловник, а раде у ресторанима, бистроима, великим хотелима, коцкарницама и пекарама. Печење пецива се обично врши у простору мало одвојеном од главне кухиње. Овај део кухиње је задужен за прављење пецива, посластица и других пецива.